# Neuköllner Oper

Logo Neuköllner Oper

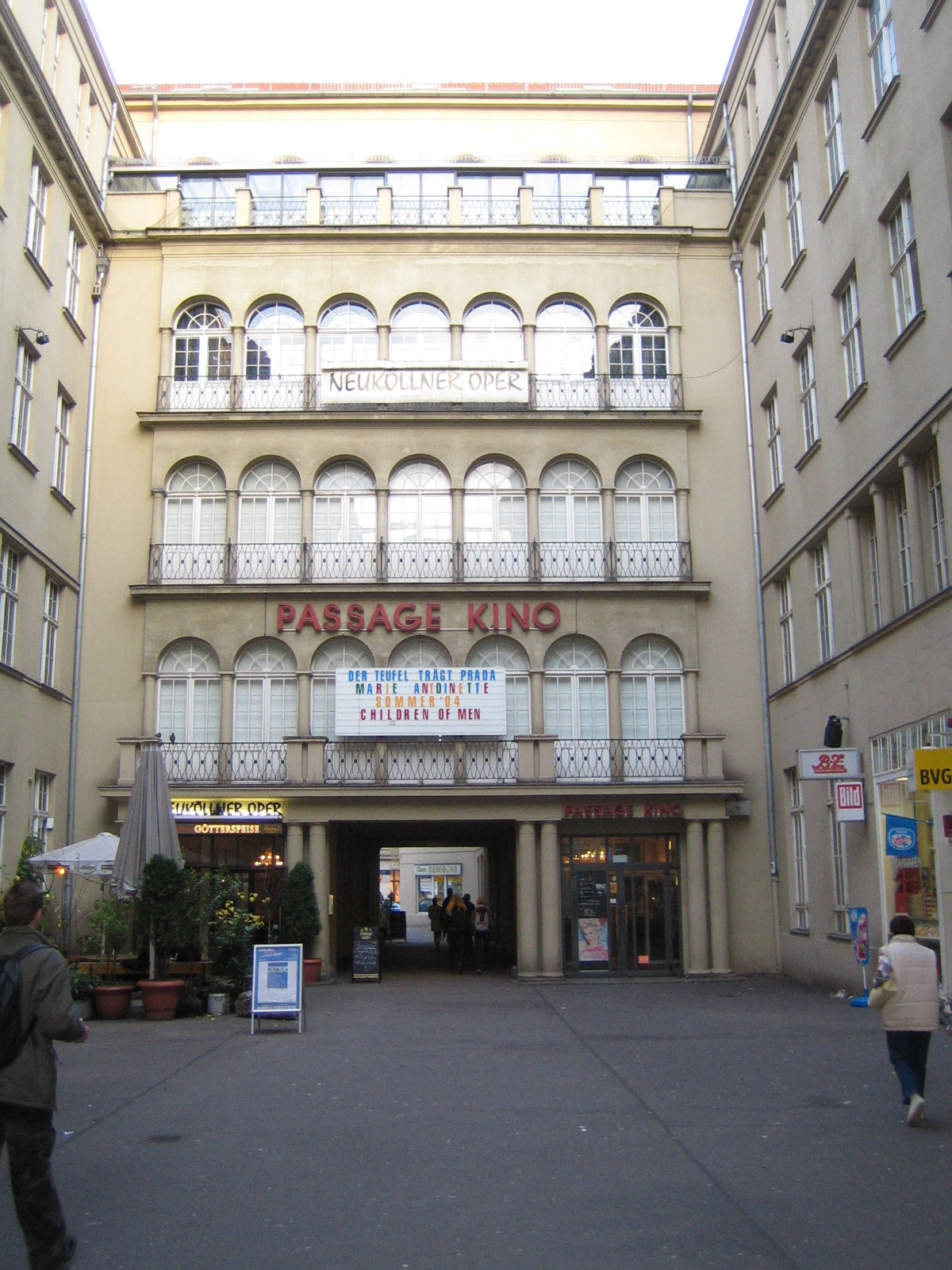
Neuköllner Oper und das Passage-Kino

Die Neuköllner Oper ist ein freies Theater im Berliner Ortsteil Neukölln.

## Geschichte
Im Jahr 1972 gründete der Komponist und Regisseur Winfried Radeke einen Kammerchor, aus dem 1976 die Neuköllner Oper hervorging. Das Theater bemüht sich um eine Alternative zur traditionellen Oper zwischen Schauspiel und Musiktheater. Zunächst spielte das Ensemble an wechselnden Spielorten. Im Jahr 1988 bekam es vom Berliner Senat in der Karl-Marx-Straße ein eigenes Haus.
Konzept des Neuköllner Oper e. V. ist seit seiner Gründung, Musiktheater der verschiedensten Genres auf die Bühne zu bringen. Der Spielplan reicht vom Musikspektakel vom Mittelalter – »Schwarze Glut«, das Winfried Radeke 1983 nach dem Text von Silke Gerold aus spätmittelalterlichen Gesangs- und Tanzstücken zusammengestellt und bearbeitet hatte, über die Barockoper (Tom Jones), das Musical (Das Wunder von Neukölln) und die Operette (Messeschlager Gisela) bis zur Soap-Operette (Die Krötzkes), aber auch von der großen Oper (Macbeth) bis zur Zeitoper (Angela. Eine Nationaloper von Frank Schwemmer) sowie von der Revue (Na also, wird doch) bis zum Kindermusiktheater (Hexe Hillary geht in die Oper).
Im Bereich der Förderung des künstlerischen Nachwuchses kooperiert die Neuköllner Oper mit der Hochschule für Musik „Hanns Eisler“ sowie der Universität der Künste Berlin. Hier ist es vor allem der Studiengang Musical/Show, der einmal pro Jahrgang mit einer eigenen Produktion in der Oper zu sehen ist. Seit 2012 kooperiert die Neuköllner Oper mit dem Kinder- und Jugendprogramm des Internationalen Literaturfestivals Berlin. Im Rahmen der Zusammenarbeit fand im September 2012 die Uraufführung des Stücks Frerk, du Zwerg! nach dem gleichnamigen Kinderbuch von Finn-Ole Heinrich im Haus der Berliner Festspiele statt.
Die Neuköllner Oper führt regelmäßig den im gesamten deutschsprachigen Raum ausgeschriebenen, von der GASAG Berliner Gaswerke AG gestifteten Kompositionswettbewerb „Berliner Opernpreis“ durch.
Die bislang jährlich um die 290 Vorstellungen der Neuköllner Oper (mit einer Auslastung von rund 75 Prozent) werden im alten Ballsaal eines ehemaligen Gesellschaftshauses von Rixdorf an der heutigen Karl-Marx-Straße aufgeführt.
Auf Gastspielen wurde aber auch im Grips-Theater Berlin (Das Wunder von Neukölln sowie SommerNachtTraum), auf Kampnagel in Hamburg (ebenfalls Das Wunder von Neukölln), im Renaissancetheater Wien / Theater der Jugend Wien (Der Elefantenmensch, Cinderella passt was nicht), zu den Wiener Festwochen (Cosi fan tutte) sowie im Rohbau des U-Bahnhofs Bundestag (Angela. Eine Nationaloper) gespielt.
Von 1996 bis 2004 war neben Winfried Radeke der Regisseur und Autor Peter Lund Künstlerischer Leiter der Neuköllner Oper. Seit 2002 ist der Dirigent Hans-Peter Kirchberg Musikalischer Direktor des Hauses.
Die Neuköllner Oper richtete ein Europäisches Festival für anderes Musiktheater in der Zeit vom 8. bis 18. April 2010 unter dem Titel OpenOp aus. Dies wurde gefördert von der Kulturstiftung des Bundes und wurde im Haus der Neuköllner Oper sowie in der benachbarten Spielstätte des Heimathafens in der Karl-Marx-Straße ausgerichtet. Ein Höhepunkt war die Gala Helden der Oper, die der Komponist Hans-Jörn Brandenburg und die Puppenbauerin Suse Wächter auf die Bühne brachten.

## Architektur
Das Haus, in dem sich die Neuköllner Oper heute befindet, wurde 1909 von Reinhold Kiehl errichtet, der – unter zahlreichen anderen Bauten in Neukölln – auch das Rathaus und das Stadtbad entworfen hat (siehe Liste der Kulturdenkmale in Berlin-Neukölln).